# Norialsus caffer
Norialsus caffer är en insektsart som först beskrevs av Stsl 1855.  Norialsus caffer ingår i släktet Norialsus och familjen kilstritar. Inga underarter finns listade i Catalogue of Life.